# نیکوغوس سارافیان

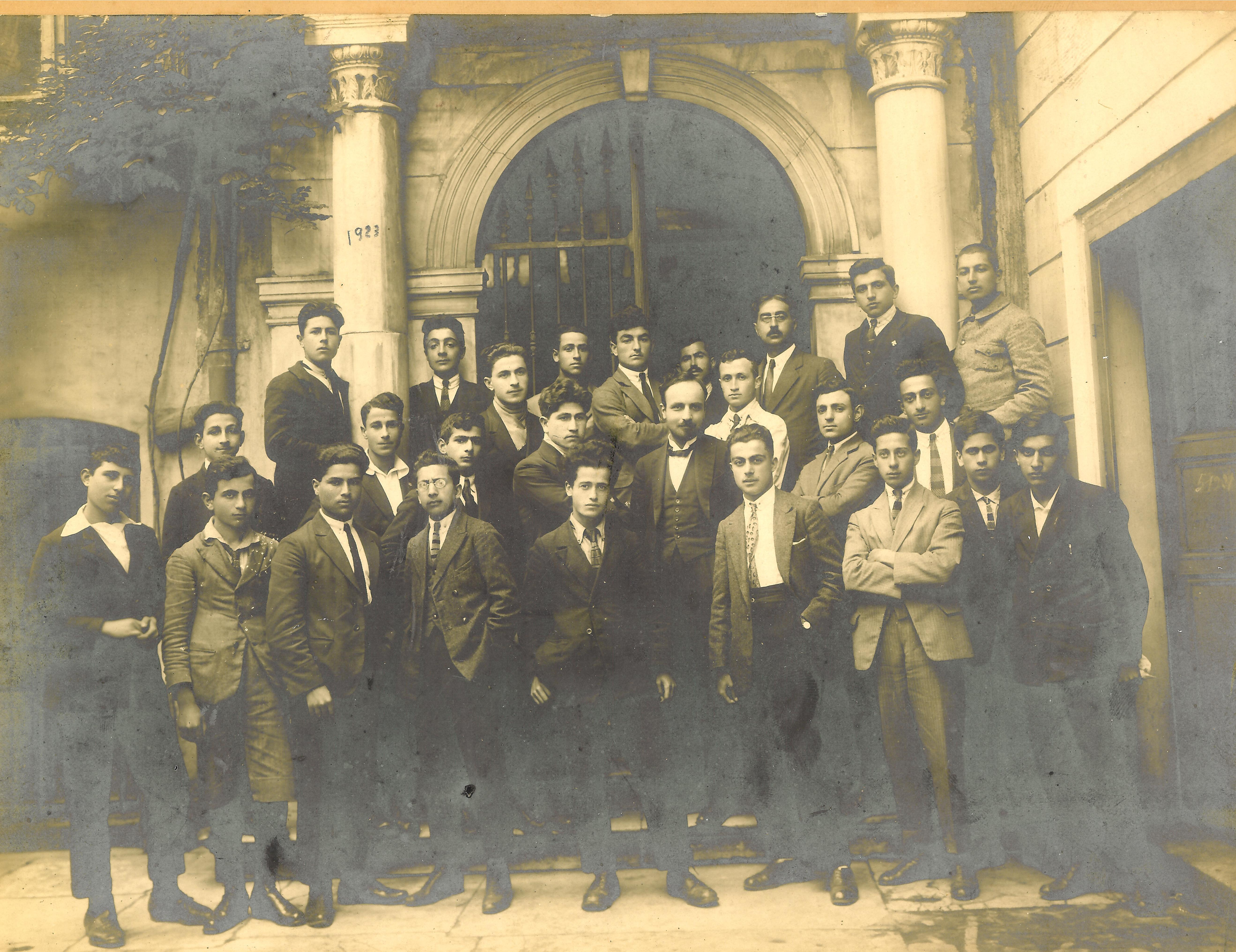

نیکوغوس سارافیان (ارمنی: Նիկողոս Սարաֆեան؛ ۱۹۰۵ – ۱۹۷۳) یک نویسنده، شاعر، و ویراستاری ارمنی بود.

## زندگی
وی در ۱۹۰۵ میلادی در  وارنا به دنیا آمد و در ۱۹۷۳ میلادی در سن ۶۸ سالگی در پاریس درگذشت.